# Granpark Tower
Granpark Tower (jap. グランパークタワー Guranpāku Tawā) - ukończony w 1996 roku biurowiec w Tokio, w Japonii. Znajduje się w dzielnicy Minato. Budynek jest wysoki na 150 metrów (wysokość strukturalna). Posiada 38 kondygnacji, z czego 34 nadziemne i 4 podziemne. Powierzchnia użytkowa wynosi 162 408 m². Wybudowany został według projektu NTT Urban Development w stylu modernistycznym.